# 帯谷孝史
帯谷 孝史（おびたに たかし、1950年〈昭和25年〉3月16日 - ）は、日本のお笑いタレント、喜劇俳優である。吉本新喜劇の座員。大きな鼻（横顔）をポットに間違われるギャグで1990年代の新喜劇において一世を風靡した。大阪府八尾市出身。吉本興業所属。一般的な愛称は、ポット。芸人からは、帯やん、帯兄(おびにい)、鼻。

## 来歴・人物

### 入団まで
大阪府八尾市出身。興國高等学校卒業後、自動車整備工場、ボウリング場、プラスチック製造工場、ちり紙交換などの仕事を経て、1972年、吉本新喜劇に入団。
中学生時代に、テレビで吉本新喜劇を観ていて「これ(を)、やろか(しようか)」と思い、お笑いの道を志すようになる。決して憧れというほど大それたものではなかったという。入団については、はじめ高校卒業後に履歴書を持って吉本興業の本社へ行き「新喜劇に入りたいんです」と直談判するも、中邨秀雄（のちの社長）が出てきて「今、新喜劇はいっぱいや」と言われ断られる。中邨の言い方から「これは入団させてもらえるまで時間がかかりそうやな」と思った帯谷は、アルバイトをしながら、玉造にあった劇団のアカデミーに１年間在籍した。そこから吉本新喜劇に入れてもらおうとしたが、松竹新喜劇に連れて行かれ、その際、藤山寛美の楽屋で寛美らと話すことはできたものの、松竹へ行くという話には至らなかった。
続いて当時の柳家金語楼に弟子入りをしようと上京。家を捜して訪ねると、出てきた女性マネージャーから 「今は内弟子を取っていないから、住むところとアルバイト先を決めてから来なさい」と言われ、中学の修学旅行でしか東京の知識や経験がない上にお金もほとんど持っていなかったことから、諦めて帰阪した。
その後、再度履歴書を持って吉本へ行くが、また中邨が出て来て「今いっぱいや」と再び断られる。「これはいよいよアカンなあ」と花菱アチャコのもとへ行き弟子入りを志願。直に会って頼んだが「ワシ、もう歳で、弟子はとってないねん」と、ここでも断られる。そんな中、母親から「漫才を辞めて民謡の師匠をしている人」のツテを紹介された帯谷は、その師匠からさらになんば花月の当時の支配人を紹介してもらい、その支配人の預かりで、ようやく吉本興業に入社することができた。そして、吉本新喜劇への入団を果たす。最初に吉本に出向いてから約4年かかっての入団だった。

### 入団後
若手の頃は、佐藤武司と飛んだり跳ねたりの乱闘を繰り広げる「カミナリコンビ」として売り、その後も平参平、岡八郎、花紀京、原哲男、船場太郎らのもとで、ヤクザ、チンピラ、青年、刑事役などをこなしながら実力をつけ、比較的セリフや出番の多い中堅として重宝された。
1989年の「新喜劇やめよッカナ?!キャンペーン」の際に退団し、2年間は地方公演などがおもな仕事となったが、その間に後述のポットに関するギャグが成熟し、復帰後の飛躍の足掛かりとなった。
1991年に復帰してからは、ポットのギャグで大きく知名度を上げた。基本的に受け身の芸風であるため、島木譲二のような派手さはないが、確かな人気を獲得して「ポッと出の役者」と言われた。
1990年代は今田耕司・東野幸治・130Rらを加入させて新しい風を吹き込み、その後内場勝則・辻本茂雄・石田靖・吉田ヒロにニューリーダーとして引き継がせることで、ベテラン・中堅・若手が化学反応を起こして、新喜劇が再び大きな盛り上がりを見せていた時期であり、同時に帯谷の全盛期でもあった。帯谷は、「自分が知る新喜劇の中では、この頃（ニューリーダー以前）が一番面白かった。（座長など）誰か特定の役者が目立つための劇ではなく、みんなの劇なんだという感覚で、みんなで意見を出し合いながらやっていた」と述べている。
新喜劇の座長制については池乃めだかとともに先見の明があり、「一人の人間が考えることなんて、無限の引き出しがあるわけではないから、結局は過去のツギハギとなり、座長（の好み）によってストーリーのパターンが固定されてしまう」「ひとつにまとまりにくいということはあるが、みんなでディスカッションをしてアイディアを出し合いながら決めていった方が良い」 などと批判的であった。

### 転落・無期限謹慎、新喜劇追放
しかし一方、プライベートではいわゆる昔ながらの芸人を地で行っており、女性関係や博打で多額の借金を抱えていた。当初この問題は、座員をはじめ芸人たちから『少し困ったエピソード』として時折話の種になる程度のものであったが、のちにDVD『シネマワイズ新喜劇 vol.6「たこやき刑事」』の特典映像にて、桑原和男が借金について直接苦言を呈するシーンが収録されるほど問題がこじれていた。
この借金がかさみ、劇場まで借金取りが押しかけて来るトラブルに発展。1999年9月、吉本興業は帯谷に無期限謹慎処分を下し、新喜劇の檜舞台から事実上の追放となった。当時の吉本幹部陣を激怒させたことから、吉本新喜劇の座員およびOBとの共演は（幹部陣が全員退職するまで）不可能となっていた。また同時期に、プライベートでも借金問題や女性問題から、15年連れ添った妻と離婚している。

### 再起・地方公演、京橋花月で復帰
新喜劇追放後は、NSC1期生で元新喜劇座員でもある漫才師の浜根隆が経営するエアコンクリーニング会社エンジョイ life HAMINIで働くなどアルバイト生活を送っていたが、2002年8月24日に行われた「R-1ぐらんぷり2002」大阪予選に出場し、約3年ぶりに公の場に姿を現した。
アルバイトのかたわら吉本興業から紹介された営業の仕事を月一度のペースで行うなどしながら借金を返済しつつ、2004年1月には「R-1ぐらんぷり2004」大阪予選に出場した。以降は公の場に姿を見せていなかったが、2008年1月の桑名市での地方公演で久しぶりに新喜劇の舞台に復帰。以降も不定期ながら地方公演の舞台には出演し、2009年末には京橋花月での新喜劇にも出演するなど、再び活動が活発になり始めた。

### 10年ぶりにNGK新喜劇に復帰
京橋花月での復帰から数ヶ月後、2010年3月に行われた小籔千豊座長公演にて、本場NGK新喜劇に約10年ぶりに出演を果たした。公演名は『美女を見たら詐欺師と思え？』（毎日放送「よしもと新喜劇」2010年4月11日放送分）である。
その舞台の様子の一部は2010年4月6日放送の『リンカーンSP』で、レギュラーのダウンタウン・さまぁ〜ず・雨上がり決死隊・キャイ〜ンが出演を果たした際にも放映された。3月の舞台復帰はスポーツ紙でわずかに報道されたのみであったが、この放送で復帰した帯谷の映像が全国に放送された。
その後は高齢化が進む新喜劇の中で、元気なベテラン・重鎮クラスとして、NGKをはじめ、主に祇園花月や地方公演で活動を続けている（今田耕司いわく、「この人は（生きざまが）凄いですよ。たまたま助かってるだけですからね」）。
2015年あたりから帯谷の人柄やエピソードがいくつかの番組で取り上げられるようになり、『楽屋ニュース2017』では若手や中堅に混じって生収録に参加しスタジオを沸かせた。
「R-1ぐらんぷり2017」にはスーパーマラドーナの武智に、一万円でネタを書いてもらい出場。「R-1ぐらんぷり2018」では、「よしもと新喜劇クイズ」なるネタで予選会場トップクラスの笑いを獲り続け、順調に勝ち進んでいたが、準々決勝でハプニングのため敗退した（機材トラブル、スタッフのミス、帯谷が持ち時間を1分勘違いしていた、などの説がある）。帯谷は「まだ終わってないがな～」とゴネて見せ、なかなか舞台から退出せずに笑いを獲った。また、この活躍を買われ、NGKでピン芸人としての出番を得て、同ネタを披露した。

## ギャグ

### ポット（鼻ポット）
帯谷の最大の特徴は、大きな鼻である。その顔（特に横顔）を、急須を置いたままで給湯することを目的として注ぎ口が大きく側面中央に突き出た形状が主流となっていたエアーポットや電気ポットと間違われいじられる、というギャグで1990年代における新喜劇で一世を風靡した。ギャグ自体は1980年代終盤にはほぼ完成しており、舞台やテレビでも披露されていたが、当時はまだ大きな脚光を浴びるには及んでおらず、このギャグで一躍人気者となったのは、帯谷が「新喜劇やめよッカナ?!キャンペーン」で一度退団し復帰した1991年以降である。
一番帯谷に似ているとされるポットは、タイガー魔法瓶の「POS2200」という製品であるが、他社も含め、ポットの注ぎ口がタンブラーや携帯ボトルなどへの給湯にも幅広く対応することを目的に上部に短く付けられたタイプにモデルチェンジされていくにつれ、2000年頃には同じ型のポットは店頭における新品の販売はおろか、家庭や職場、飲食店などでの使用さえもほぼ完全になくなった。そのため、帯谷が２度目の復帰を果たした2010年代以降は、「絶滅寸前のギャグ」としてテレビやイベントで取り上げられることがある。
なお、顔がポットに似ていることを発見した最初の人物は木村進であり、ギャグとして完全な形に完成させたのは船場太郎である。
基本形（「出えへん」→「あ、今、ちょっと出た」）
共演者がお茶を煎れようとしてポットを探し、近くにいた帯谷の頭をエアーポットの給湯ポンプを押すように一生懸命上から押す。
帯谷「（苦笑いで）おい、お前それ、何しとんねん」
共演者「（頭を押して）ポットからお湯を」
帯谷「（苦笑いで、手を払いのける）いやいや、湯なんか出えへん」
共演者「（押す）押してたら出ますよ」
帯谷「（払いのける）出ません」
共演者「（押す）出ます」
帯谷「（払いのける）出ません」
共演者「（押す）出ます」
帯谷「（払いのける）出えへん言うのに、ほんまにもう！」
（帯谷が小さく鼻をすする）
共演者「あ、今、ちょっと出た」
帯谷「これは鼻水や！今日風邪気味やから鼻水が出たんや！」
「『止まる』になってる」→「どこに『チョボ』があんねん！」
共演者「ちょっといいですか？（帯谷の後頭部を見て）あ、『止まる』になってる」
帯谷「どこに『チョボ』があんねん！」
※「チョボ」とは小さな突起物の意で、ポットの「出る・止まる」を切り替えるスイッチボタンを指している。
「沸騰したな」
共演者「（怒る帯谷に）どうしたんですか～、そんな、顔真っ赤にして～。（間）ははぁ、沸騰したな」
帯谷「するかアホ！」
※ここから、内場勝則の「え、そんなんできるんですか？」につなげることもある。
「ごたーいめーん（ご対面）」
共演者「（ポットを見つけ）あったあった。これやこれ。これと間違えたんや～。（ポットを帯谷の顔に向かい合わせて）ごたーいめーん」
「弟さんですか？」などと言われることもある。
ポットにサングラスをかける
共演者が「(ポットに)そっくりですよ」と言った後に帯谷がそれを否定し、共演者がそれを証明するために帯谷からサングラスを借りてポットにかけ、客席に見せる。
誰だったかすぐわかるように、ポットに帯谷の名刺をさしておく

帯谷ではなく、ポットに話しかける
　最も頻出するのは、遅れてやってきた帯谷の部下や連れの役柄の人物がポットに対して遅刻を謝罪するというパターン。
「やめてくださいよー。2人がかりで」
（ポットを振りかぶって殴りかかるまねをした帯谷に）
共演者「やめてくださいよー。2人がかりでー」
帯谷「それもちがうやろ！なんでこれ（ポット）を人数に入れるねん！」
※数字の部分には、帯谷側の人数にポットを加えた数字が入る。帯谷側が2人のときには「やめてくださいよ。3人がかりで」となり、3人のときには「4人がかりで」となる。
「（子どもと）手をつないでるみたいや」
ポットを提げて持つ帯谷を見て、共演者が言う。
「顔だけ飛んできたかと思った」
自分をいじる共演者に向かって、帯谷がポットを下から軽く放り投げる。
共演者「（それをキャッチして）びっくりした～。顔だけ飛んできたかと思った」
※ここから、内場勝則の「えっ、そんなんできるんですか？」につなげることもある。
「おまえの奥さんがどうなってもええんか（脅迫）」
帯谷と対抗する側の人間が、やかんや急須、水筒やマグカップ、時にはポットそのものなどを、帯谷の妻や子供や孫に見立てて、それらを人質にとって脅迫する。

### その他のギャグ
アホンダラ教の教祖様
鼻ポット以前の、帯谷の代表的なギャグ。誰かを罵倒する際などに、帯谷がほぼ息継ぎもなく「アホンダラ」を連発する。
帯谷「アホかほんまに！アホンダラアホンダラアホンダラアホンダラアホンダラ！アホンダラアホンダラアホンダラアホンダラアホンダラ！アホンダラアホンダラアホンダラアホンダラアホンダラ！アホンダラアホンダラアホンダラアホンダラアホンダラ！」
すると、舞台上の共演者が全員で柏手を打って帯谷を拝む。
帯谷「おまえらそれ、何しとんねん」
共演者「アホンダラ教の、教祖様でしょ？」
帯谷「誰がやねん！」
※人気の高いギャグだが、ポット全盛期以降の使用頻度は、桑原和男の「神様～！」以上に少なくなっている。
出口に顔をぶつける
ハケる（舞台から退出する）ときのギャグ。上記のアホンダラを連発しながらセットの玄関から出ていくときや、悪役だが終盤にしみじみと良いシーンを演じ終えて出ていくときに、扉の縁などに顔（鼻）をぶつけて痛がる。特に後者の場合、悪役→良い役→客席はしみじみ→ハケるときに顔をぶつける、といった緩急が生まれ、大きな笑いを生む。
コケ方がうまい
新喜劇には欠かせない、「コケ」（ギャグなどに呼応して転ぶこと）であるが、帯谷はコケ方のバリエーションを豊富に持っており、他の男性座員と比べてもやや豪快にコケることを得意とし、笑いを盛り上げている。ただしこれには、諸見里大介らが肯定的に見ている一方で、内場勝則のように「芝居を邪魔してるからやめてほしい」という半ば否定的な見方もある。
吉本のやしきたかじん
サングラスをかけたときの容姿がやしきたかじんに似ているため、かつては舞台登場時に「やしきたかじんです」と自己紹介するギャグがあり、吉田ヒロらに「地味なやしきたかじんやなあ」と突っ込まれることもあった。そのため「吉本のやしきたかじん」と言われ、『晴れ時々たかじん』では、やしきたかじんの代役として出演したこともあった。『たかじんnoばぁ～』でもたかじんに扮して登場し、帯谷だと気付いていない相楽晴子に対して「晴子ちゃん晴子ちゃん、さして」と発言。「先っちょだけだったら」と言い返された。
「鼻が刺さるかと思った」
アゴが出ているのが特徴の辻本茂雄に対して、「アゴが刺さるかと思った」とやり返すことがある。
鼻をつかまれる
共演者が、よろけて倒れそうになったときなどに帯谷の鼻をつかんで踏みとどまる。辻本茂雄のアゴでも流用される。
「サングラス取ったら、素うどんみたいな顔やな」

「恐竜の赤ちゃんみたいな顔してるな」

大阪市此花区花園町大花小花
帯谷の住所としていじられる。なお、大阪市此花区までは実在する地名である。また、大阪市の花園町は西成区にある。
「この鼻は、妊娠してますね」
医者役の役者が、患者役の帯谷にそう診断する。
「ワッ！」
おもに3人組のヤクザ役のときに、客席に向かって両手を出して威嚇する。

## エピソード

### 関連する人物
尊敬する世話になった先輩に室谷信雄を挙げ、すごいと思った人物に間寛平と木村進を挙げている。特に木村進については、「あの人の芸が、半分でいいから欲しかった」と述べている。
雨上がり決死隊の宮迫博之が弟子になるという話があった。
2020年現在で天海祐希の20年来の大ファンであり、「結婚してくださいと言ってきたら結婚する」「1に天海祐希、2に天海祐希、3、4がなくて5に天海祐希」「（長身の天海の）身長が3mあっても好き。ちょうど○○が俺の顔のところにくる」などと語っている。

### 性格
大変な女好きである上、とにかくデリカシーがないことで知られる。
ダイアンの津田篤宏いわく、「悲しいくらいエロい」。
服部ひで子には「コイツには、男と女を感じる」と発言。井上安世には「おまえはええオンナや。でも俺の中で一番は天海祐希や。だからおまえは2番や」と“ほざいてきた”という。一方で小寺真理を気に入っており、小寺のツイッターなどにしばしば登場する。2022年7月27日にMBSで放送された「よしもと新喜劇NEXT～小籔千豊には怒られたくない～」の『小寺真理-1グランプリ』では、川畑泰史、今別府直之、辰己智之、清水啓之を抑えて見事優勝した。
前述のDVD『たこ焼き刑事』の特典映像で、桑原和男が借金問題同様に「ワケのわからん女と付き合って、嫁さんを大事にしていない」と帯谷に苦言を呈した。
ミサイルマン西代には「俺はデビューして今まで、女は途切れたことがない。ポットで売れてた（全盛期の）頃なんか、NGKの舞台終わりに新幹線で九州まで行って女を抱いていた」と豪語（福岡、高松、神戸、大阪、京都、名古屋、東京と、最高で7人の浮気相手がいたという）。また、その(太っている)西代の胸を、舞台袖で舞台上の女優を見ながら揉みしだき、「女を見ながら揉んだら、それはもう女や」(アイツを見ながら揉んだら、アイツのを揉んでるのと一緒(のこと)や)と発言。これは新喜劇史上最低の名言として、『楽屋ニュース』や『アメトーーク』師匠サミットの回などで披露された。
『楽屋ニュース2017』では、司会の今田耕司からの「帯谷さんは、女の子と行きたいところありますか？」との問いに、「ホテル」と即答した(質問の意図は、映画やデートスポットを聞くものだった)。
喋るのが好きで、朝から夜まで(座員がクタクタになっている帰りの貸切バスなどでも)ずっと喋っており、そのことで若手から煩わしく思われることもしばしばである。
反面、麒麟の田村裕は、その明るさや人懐っこさ、親子ほど歳の離れた若手とも一緒に騒げる懐の深さに「憧れている」「目標」と語っている。すっちーも、「ガサツでデリカシーがなく、人間の底辺だ。ああはなりたくない人1位」とさえ言っていたが、「見方が変わった。ああいう人になりたい」と述べている。なお、ダイアンのユースケによると、１対１で食事に行った際には、お喋りは控えめになり、とても話しやすかったという。また、ヤナギブソンやレイザーラモンRGは、「世界で一番カッコいい投げキッスをする」と評しているが、女性座員たちからは気持ち悪がられている。
2016年11月20日に愛知県芸術劇場で行われた、『みんなが主役！SKE48 59人のソロコンサート ～未来のセンターは誰だ？～』の2日目公演・夜公演で、SKE48キャプテンの斉藤真木子が帯谷とマンツーマンでミニ新喜劇を演じた。
斉藤は自身のブログで、持ち時間10分のところ、帯谷が喋りすぎて14分使ったと述べている。
『朝までよしもと生新喜劇～二人のちっさいおっさん祭り～』内の、「座員が選ぶよしもと新喜劇○○総選挙」の天然ランキングで、井上竜夫に次いで第2位となった（第3位はMr.オクレ）。一例として、ナインティナインの岡村隆史を、ずっと「岡本」と呼んでいたことがある。2019年10月1日の『痛快！明石家電視台』「さんちゃん芸人牧場 イチバンは誰だ 吉本新喜劇SP！」では、『愛され座員』イチバンに選ばれた。

### 趣味・私生活
スポーツが得意で、ゴルフを趣味としてプレイしているほか、ボウリングはプロ級の腕前をもつ。新喜劇座員中心の野球チームBubbles（バブルス）ではエースを務めていた。プロ野球は熱烈な巨人ファン。
信心はないが、全国の寺社仏閣を巡るのが趣味であり、自家用車内には御守りが30個もつけてある（100個とも言われる）。見掛けや前述のガサツな性格にもかかわらず、ネイルアートを嗜んでおり、両手の小指にアートをしている。
一方で顔のシミは、エステなどの店でではなく、自ら裁縫の針でつついて削り取っているという。
少量ではあるが、胃腸の調子によって、よく大便をもらし、楽屋でパンツを洗って干すことが日常的となっている。その一連の流れのなかで、井上竜夫が「くさいなー。なんかくさいなー」と言いながら弁当を食べているという。
さらに、陰部に大きなイボがあり、今田耕司は「これ、オンナ喜びまっしゃろ」と羨んだが、勃起するとイボはキレイに消えてなくなり、今田いわく「ただ気持ち悪いだけ」。
チャンバラトリオの舞台前に衣装の袴を着たままトイレに行き、舞台が始まったところ、帯谷の肩に大便が乗っていたため主役が斬りにかかって来ず、斬られ役のはずの帯谷が勝ってしまったという出来事もある。
独身の帯谷(2015年当時)であるが、「俺にもちゃんと、帰りを待ってくれとる人ぐらいいてるわ！」と豪語し、誰かと訊かれると、「ゴキブリ！」と答えたという。
また、飲食店でゴキブリが自身の顔を這ったことについて、「俺の顔に来るなんて、絶対にメスや」と言ったポジティブな名言もある。
2019年には、帯谷の一目惚れから、30歳年下の彼女が出来、度々二人でいるところを目撃され(させ)、芸人の間で話題になった。新喜劇座員の小林ゆうが、帯谷のズボンの裾からウンコが落ちてきたという噂があると彼女に吹き込んだが、彼女は平然と、「家でもよくあることです」と返したという。